# Kalanchoe peltata
Kalanchoe peltata är en fetbladsväxtart som först beskrevs av Bak., och fick sitt nu gällande namn av Henri Ernest Baillon. Kalanchoe peltata ingår i släktet Kalanchoe och familjen fetbladsväxter. Inga underarter finns listade i Catalogue of Life.